# 沃靈頓 (紐約州)
沃靈頓（英語：Wallington）是位於美國紐約州韋恩縣的非建制地區。

## 歷史
沃靈頓的郵局於1873年設立，其後於1965年停運。

## 地理
沃靈頓所處的海拔為高於海平面124米（即407英呎），而該地所採用的時區為UTC-5，即北美东部时区（EST）。同時該地設有夏令時間，為UTC-5調快一小時，即UTC-4（EDT）。